# Alfonso Ortiz Tirado
Alfonso Ortiz Tirado (Álamos, Sonora, 24 de enero de 1893 - Ciudad de México, 7 de septiembre de 1960) fue un cantante tenor y médico ortopedista mexicano. Cantó en filmes durante la Época de Oro del cine mexicano.

## Biografía
Hijo del médico Alfonso Ortiz Retes, hermano del gobernador del estado de Sonora Carlos Rodrigo Ortiz Retes, y de María Luisa Tirado originarios de Álamos. Pasó sus primeros años en Culiacán, Sinaloa y se trasladó a la Ciudad de México junto con su madre y hermanos, después del fallecimiento de su padre. Cursó la educación primaria y secundaria en el Colegio de Mascarones, donde se pusieron de manifiesto sus aptitudes para el canto.
Posteriormente, ingresó a la Escuela Nacional Preparatoria y al terminar se inscribió en la Facultad de Medicina; recibió su título profesional en 1919. Como médico cirujano fue miembro de la Academia Americana de Cirugía, de la Academia Indolatina de Medicina, catedrático de la Facultad de Medicina de la UNAM y miembro de diversos organismos médicos de México y el extranjero. Hizo interesantes aportaciones a la ciencia. Su primera inclinación fue hacia la ginecología, pero finalmente se decidió por la ortopedia, con especialización en cirugía reconstructiva.
Fue médico de cabecera de la pintora Frida Kahlo, a quien practicó varias intervenciones. De igual forma, intervino quirúrgicamente en la mejilla al músico y compositor Agustín Lara. Por su gestión llegó a México la primera mesa de Olby para cirugía de espina dorsal.
En su faceta artística estudió en la Academia de canto del maestro José Pierson perfeccionando una cálida voz de tenor natural y se dedicó a recorrer Centroamérica y Sudamérica, Estados Unidos y algunos países de Europa dando recitales, sin descuidar la práctica de la medicina. Su dulce voz y sus numerosos discos fonográficos fueron siempre altamente apreciados en todo el ámbito hispanohablante.
Actuó en la película "La última canción" (1933) al lado de la actriz María Luisa Zea.
Su actividad artística hizo posible la edificación del inmueble donde se instaló un hospital infantil, en la calle de Niños Héroes, colonia Doctores, de la capital de México. Este edificio después albergó la Unidad de Cardiología al fundarse el Seguro Social, institución que adquirió el inmueble. En el patio del mismo se encontraba una placa de bronce en la cual se leía: Levanté con mi canto este templo para aliviar el dolor, más los nombres de todos los países en los que se presentó triunfante el “Chino” Ortiz Tirado, como cariñosamente se le llamaba. Desafortunadamente esa placa desapareció cuando el hospital cambió de dueño.
El doctor Alfonso Ortiz Tirado falleció en la Ciudad de México el 7 de septiembre de 1960, a la edad de 67 años. Sus restos mortales descansan en el Panteón Francés de la Piedad, en la capital de la República Mexicana.
Desde 1984 en Álamos (Sonora) se viene celebrando el Festival Internacional Alfonso Ortiz Tirado en su honor que puede ser comparado con el Festival Internacional Cervantino. Este festival es titulado "Festival Alfonso Ortiz Tirado" o "FAOT" donde intervienen músicos de talla internacional, y algunas actividades se realizan paralelamente en otros lugares del estado, generalmente el festival se realiza cada año en enero.